# Indéfini (album)
Mixtapes de The Shin Sekaï
The Shin Sekaï, Vol. 2
(2014)
Singles
1. Ma jolie
Sortie : 15 juin 2015
2. Aime moi demain
Sortie : 18 janvier 2016
3. Parle pas
Sortie : 4 mars 2016
4. Alter ego
Sortie : 21 mars 2016
5. Pour toi
Sortie : 1 juin 2016
6. Mes épaules
Sortie : 23 septembre 2016

Indéfini est le premier album solo du duo The Shin Sekaï qui est sorti le 25 mars 2016. Il s'est classé dans le top 10 des meilleures ventes en France, dans le top 20 en Belgique et dans le top 100 en Suisse.

## Genèse
Le 15 juin 2015, sort le premier extrait de l'album intitulé Ma jolie, ce titre sera livré avec un clip. Le 15 septembre 2015, le dernier épisode de Tokyo Story sort.
Le 18 janvier 2016, sort le titre Aime-moi demain.
Il est le morceau le plus écouté du groupe car est certifié disque d'or par le SNEP le 30 septembre 2016. C'est le premier disque d'or du groupe.
Le 4 mars 2016, l'album est disponible en précommande sur iTunes et Google Play Store et le clip Parle pas est dévoilé, il s'agit du troisième extrait de l'album.

## Promotion
Pour la promotion de l'album, sur leur page Facebook, ils ont dévoilé des titres qui ne font pas partie de l'album d'une série de vidéos intitulée Capsule éphémère qu'on peut voir toutes les 24h avant la sortie de l'album :
- Capsule éphémère : Je suis désolé (feat. MHD)[9]
- Capsule éphémère II : Quel côté[10]
- Capsule éphémère III : Tester (feat. Hayce Lemsi & Volts Face (Les frères lumières))[11]
- Capsule éphémère IV : Dis-moi oui (feat. Lartiste)

## Liste des titres
| 1.    | Pour toi                                         | Abou Tall, Dadju                                    | Dadju, Stan-E                            | 3:54 |
| 2.    | Laisse ça                                        | Abou Tall, Dadju                                    | Raphaël Nyadjiko                         | 3:42 |
| 3.    | Ma jolie                                         | Abou Tall, Dadju                                    | Renaud Rebillaud, Maître Gims            | 3:38 |
| 4.    | Aime moi demain (feat. Gradur)                   | Abou Tall, Dadju, Gradur                            | Dadju, Dany Synthé                       | 3:52 |
| 5.    | Je n'en peux plus                                | Abou Tall, Dadju                                    | Abou Tall                                | 3:55 |
| 6.    | Alter ego                                        | Abou Tall, Dadju                                    | Jonathan Ntsimi Menyie                   | 3:50 |
| 7.    | Bounce (feat. Black M, S.Pri Noir, Abou Debeing) | Abou Tall, Dadju, Black M, Abou Debeing, S.Pri Noir | Dadju, Stan-E                            | 4:18 |
| 8.    | Tout pour 1 euro                                 | Abou Tall, Dadju                                    | Dadju, Stan-E                            | 4:42 |
| 9.    | Parle pas                                        | Abou Tall, Dadju                                    | Dany Synthé, Abou Debeing                | 3:21 |
| 10.   | Normal                                           | Abou Tall, Dadju                                    | Shin Bangerz                             | 4:52 |
| 11.   | Plumer (feat. Soprano)                           | Abou Tall, Dadju, Soprano                           | Dadju, Stan-E                            | 4:01 |
| 12.   | J'ai du mal                                      | Abou Tall, Dadju                                    | Dadju, Renaud Rebillaud                  | 3:54 |
| 13.   | N'oublie pas                                     | Abou Tall, Dadju                                    | Dany Synthé, Abou Tall                   | 3:58 |
| 14.   | Mes épaules                                      | Abou Tall, Dadju                                    | Dadju, Renaud Rebillaud                  | 4:17 |
| 15.   | TPCMP                                            | Abou Tall, Dadju                                    | Jonathan Ntsimi Menyie, Abou Tall, Dadju | 3:39 |
| 16.   | Un sourire (feat. Maître Gims)                   | Abou Tall, Dadju, Maître Gims                       | Abou Tall, Mitch Buckanon                | 4:12 |
| 17.   | Le temps                                         | Abou Tall, Dadju                                    | Abou Tall, Dadju, Jonathan Ntsimi Menyie | 3:40 |
| 18.   | Précieuse                                        | Abou Tall, Dadju                                    | Abou Tall, BBP                           | 4:07 |
| 71:42 |                                                  |                                                     |                                          |      |

## Clips vidéos
- Ma jolie, sorti le 15 juin 2015
- Aime moi demain (feat. Gradur), sorti le 25 janvier 2016
- Parle pas, sorti le 4 mars 2016
- Alter ego[12], sorti le 22 mars 2016
- Pour toi, sorti le 1er juin 2016
- Mes épaules, sorti le 23 septembre 2016

## Classements et ventes

### Classements d'Indéfini
| Classements (2016)           | Meilleure position | Nombre de semaines au classement | Ventes         |
| ---------------------------- | ------------------ | -------------------------------- | -------------- |
| France (SNEP)                | 8                  | 6                                | France : 7 572 |
| Belgique (Wallonie Ultratop) | 18                 | 6                                | France : 7 572 |
| Suisse (Schweizer Hitparade) | 90                 | 1                                | France : 7 572 |
| Suisse (Charts Romandie)     | 19                 | 2                                | France : 7 572 |

### Classements deAime-moi demain
| Classements (2016)              | Meilleure position | Certification |
| ------------------------------- | ------------------ | ------------- |
| France (SNEP)                   | 46                 | SNEP : Or     |
| Belgique (Wallonie Ultratip 50) | 28                 | —             |